# Гриши (Ельский район)
Гриши (бел. Грышы) — деревня в Засинцевском сельсовете Ельского района Гомельской области Белоруссии.
Кругом лес.

## География

### Расположение
В 49 км на юго-запад от Ельска, 31 км от железнодорожной станции Словечно (на линии Калинковичи — Овруч), в 224 км от Гомеля.

## Транспортная сеть
Транспортные связи по просёлочной, затем автомобильной дороге Засинцы — Ельск. Планировка состоит из криволинейной меридиональной улицы, от центра какой веерообразно отходят 3 переулки. Застройка деревянная, усадебного типа.

## История
По письменным источникам известна с XIX века как хутор в Скороднянской волости Мозырского уезда Минской губернии. В 1879 году упоминается как селение Скороднянского церковного прихода.
В 1920 году в новом строении начала работу школа. В 1930 году создан колхоз «Победа», работала водяная мельница. Во время Великой Отечественной войны оккупанты в июле 1943 года сожгли деревню и убили 4 жителей. 32 жителя погибли на фронте. В 1959 году в составе колхоза «Путь Ленина» (центр — деревня Засинцы), работал клуб.

## Население

### Численность
- 2004 год — 32 хозяйства, 56 жителей.
- 2025 год -- 2 хозяйства, 6 жителей.

### Динамика
- 1897 год — 14 дворов, 119 жителей (согласно переписи).
- 1908 год — 17 дворов, 170 жителей.
- 1917 год — 184 жителя.
- 1924 год — 34 двора, 316 жителей.
- 1940 год — 58 дворов, 207 жителей.
- 1959 год — 230 жителей (согласно переписи).
- 2004 год — 32 хозяйства, 56 жителей.